# Ridgway (Illinois)
Ridgway es una villa ubicada en el condado de Gallatin en el estado estadounidense de Illinois. En el Censo de 2010 tenía una población de 869 habitantes y una densidad poblacional de 367,9 personas por km².

## Geografía
Ridgway se encuentra ubicada en las coordenadas 37°47′52″N 88°15′38″O / 37.79778, -88.26056. Según la Oficina del Censo de los Estados Unidos, Ridgway tiene una superficie total de 2.36 km², de la cual 2.36 km² corresponden a tierra firme y (0.11%) 0 km² es agua.

## Demografía
Según el censo de 2010, había 869 personas residiendo en Ridgway. La densidad de población era de 367,9 hab./km². De los 869 habitantes, Ridgway estaba compuesto por el 98.5% blancos, el 0.23% eran afroamericanos, el 0.46% eran amerindios, el 0.12% eran asiáticos, el 0% eran isleños del Pacífico, el 0% eran de otras razas y el 0.69% pertenecían a dos o más razas. Del total de la población el 0.69% eran hispanos o latinos de cualquier raza.